# Argzim Redžović
Argzim Redžović (kyrillisch Аргзим Реџовић; * 26. Februar 1992 in Bar, SFR Jugoslawien) ist ein montenegrinisch-albanischer Fußballspieler.

## Karriere

### Verein
Redžović begann seine Karriere bei FK Mogren und wurde dort 2011 montenegrinischer Meister. Dann wechselte er am 31. Januar 2013 zum Kapfenberger SV nach Österreich. Dort absolvierte er drei Partien für die Zweitligamannschaft sowie 27 Spiele bei der Reserve, wo ihm zwei Tore gelangen. Am 30. Januar 2014 wechselte er zum Malchower SV in die deutsche NOFV-Oberliga Nord. Er verließ den Verein zum Saisonende 2014/15 und wechselte zum OFK Petrovac in die heimische Prva Crnogorska Liga. Nach 10 Spielen für den Verein wechselt er noch in derselben Saison zum Ligarivalen FK Iskra Danilovgrad. Am Ende der Saison wechselte er zu einem Verein in Laos, dem Lanexang United FC, gewann dort die Lao Premier League 2016 und wurde Zweiter beim Mekong Club Championship. Nach Auflösung des Vereins musste er zwangsmäßig wechseln und ging zur Saison 2017/18 zurück nach Montenegro zum OFK Petrovac. Ein halbes Jahr später zog es ihn in die Malaysia Super League zum PDRM FA und 2020 folgte der Wechsel zum Ligarivalen Terengganu FC. Hier absolvierte nach dem Erreichen der Vizemeisterschaft im Herbst 2023 auch seine ersten beiden Spiele im AFC Cup gegen Bali United sowie die Central Coast Mariners.

### Nationalmannschaft
Redžović absolvierte mindestens fünf Partien für die U-19-Nationalmannschaft von Montenegro. Sein Debüt hatte er am 8. März 2011 im Testspiel gegen die Türkei (0:3).

## Erfolge
- Montenegrinischer Meister: 2011
- Laotischer Meister: 2016